# غاریبجانیان
غاریبجانیان (به ارمنی: Ղարիբջանյան) یک روستا در ارمنستان است که در استان شیراک واقع شده‌است. غاریبجانیان در کیلومتری شمال گیومری، مرکز استان شیراک واقع شده‌است. این روستا در سال ۱۹۳۵ به یاد باگرات غاریبجانیان که در سال ۱۹۲۰ کشته شد بود تغییر نام یافت.

## خصوصیات
غاریبجانیان ۹۵۳ نفر جمعیت دارد و در ارتفاع متر بالاتر از سطح دریا قرار گرفته‌است.
| سال   | ۱۹۰۸ | ۱۹۲۶ | ۱۹۳۹ | ۱۹۵۹ | ۱۹۷۰ | ۱۹۷۹ | ۱۹۸۹ | ۲۰۰۱ | ۲۰۰۴ |
| جمعیت | ۲۰۲  | ۳۴۵  | ۵۳۹  | ۶۶۷  | ۶۷۴  | ۵۹۵  | ۹۵۴  | ۹۵۳  | ۹۵۴  |

## نگارخانه

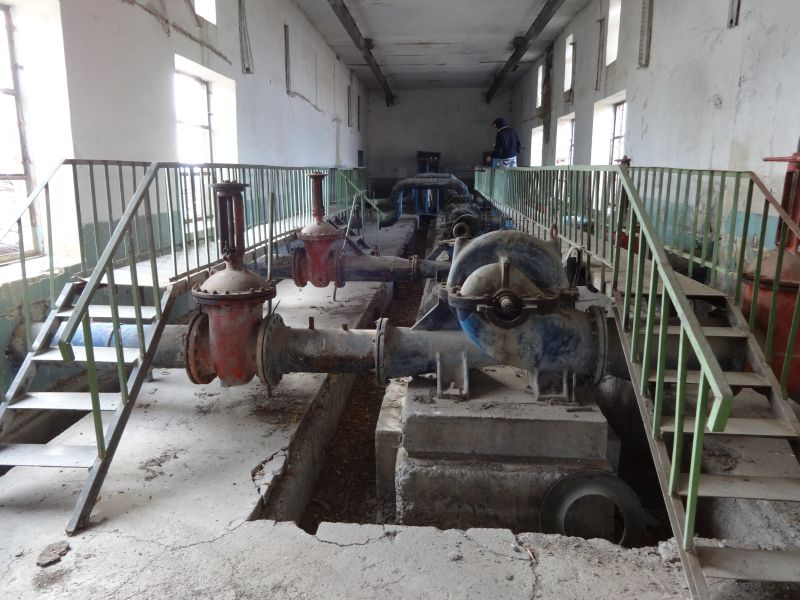